# ان‌جی‌سی ۴۴۴۸
ان‌جی‌سی ۴۴۴۸ (انگلیسی: NGC 4448) نام یک کهکشان مارپیچی میله‌ای در صورت فلکی گیسو است.